# オミド・ノルージ
オミド・ハジ・ノルージ (ペルシア語:  امید نوروزی、ローマ字:Omid Norouzi、1986年2月18日 - ) は、イランのレスリング選手。2012年ロンドンオリンピックレスリンググレコローマンスタイル60キロ級の金メダリストである。2011年世界選手権で優勝。シーラーズ出身。ノルジかノロージあるいはノウルーズィーと表記されることがある。

## 実績
- オリンピック
  - 2012年ロンドンオリンピック 金メダル
- 世界選手権
  - 優勝 2011年
- アジア競技大会
  - 1位 2010年